# Uniwersytet Stanu Floryda
Uniwersytet Stanu Floryda, Uniwersytet Stanowy Florydy (ang. Florida State University, skrótowiec FSU) – amerykański uniwersytet publiczny z siedzibą w Tallahassee w stanie Floryda. Oficjalny rok jego założenia to 1851.
Uniwersytet posiada drużynę sportową Seminoles, znajdującą się w dywizji 1 NCAA.